# Maqueda
Maqueda település Spanyolországban, Toledo tartományban. Maqueda Hormigos, Escalona, Quismondo, Santa Cruz del Retamar, Portillo de Toledo, Novés, Santo Domingo-Caudilla és Santa Olalla községekkel határos. Lakosainak száma 504 fő (2024).

## Népesség
A település népessége az utóbbi években az alábbiak szerint változott:
| Lakosok száma | 477  | 508  | 555  | 548  | 543  | 498  | 469  | 438  | 459  | 504  |
|               | 2001 | 2004 | 2007 | 2009 | 2012 | 2014 | 2017 | 2019 | 2022 | 2024 |